# NGC 5594
NGC 5594 est une vaste et lointaine galaxie elliptique située dans la constellation du Bouvier. Sa vitesse par rapport au fond diffus cosmologique est de 11 436 ± 35 km/s, ce qui correspond à une distance de Hubble de 169 ± 12 Mpc (∼551 millions d'al). NGC 5594 a été découverte par l'astronome germano-britannique William Herschel en 1784. Cette galaxie a aussi été observée par l'astronome français Stéphane Javelle le 14 juillet 1895 et elle a été inscrite à l'Index Catalogue sous la désignation IC 4412.